# Campionato Italiano Velocità 2002
Il campionato italiano velocità 2002  è l'ottantunesima edizione del campionato italiano velocità. In questa annata sono attive cinque categorie: la Superbike, la Supersport, la Stock 1000, la Classe 250 e la Classe 125.

## Stagione
Il titolo piloti Superbike viene vinto da Lucio Pedercini con una Ducati 998RS. Pedercini, che bissa il titolo della stagione precedente, conquista quattro delle cinque gare in calendario e sopravanza di quindici punti il più diretto degli inseguitoriː il compagno di marca Alessandro Antonello. Tra i costruttori prevale Ducati che vince tutte le gare previste. Nella Supersport il titolo va a Camillo Mariottini su di una Yamaha YZF R6 del Team Parimotor. Mariottini vince una gara e nelle altre quattro ottiene tre piazzamenti a podio conquistando il titolo con un margine di sei punti sul campione uscenteː Stefano Cruciani. Tra i costruttori Yamaha conquista tutte le gare in calendario.
Nella Stock 1000 vince Alessandro Valia su Ducati del team RS Racing. Valia vince due gare e chiude con un punto di vantaggio sul secondo classificatoː Gianluca Vizziello su Yamaha. Tra i costruttori prevale Ducati con quattro vittorie ed un secondo posto come migliori risultati.
Nella classe 250 il titolo italiano lo conquista, per il secondo anno, con una gara di anticipo sulla fine del campionato, Walter Bartolini con una Honda RS250R. Bartolini ottiene quattro vittorie ed un secondo posto. Nella classe 125 vince il titolo Fabrizio Lai con una Engines Engineering 125. Lai, che vince quattro gare in stagione, sopravanza di un quindici punti il campione uscente Gioele Pellino. Terzo Simone Corsi su Honda. Tra i costruttori prevale Engines Engineering che conquista quattro gare.

## Calendario
Dove non indicata la nazionalità si intende pilota italiano.
| Data         | Prova | Circuito       | Vincitore            | Vincitore          | Vincitore          | Vincitore        | Vincitore      |
| Data         | Prova | Circuito       | Superbike            | Supersport         | Stock 1000         | Classe 250       | Classe 125     |
| ------------ | ----- | -------------- | -------------------- | ------------------ | ------------------ | ---------------- | -------------- |
| 28 aprile    | 1     | Imola          | Lucio Pedercini      | Alessio Corradi    | Alessandro Valia   | Valter Bartolini | Fabrizio Lai   |
| 16 giugno    | 2     | Vallelunga     | Lucio Pedercini      | Camillo Mariottini | Gianluca Vizziello | Valter Bartolini | Fabrizio Lai   |
| 21 luglio    | 3     | Mugello        | Lucio Pedercini      | Stefano Cruciani   | Luca Conforti      | Valter Bartolini | Fabrizio Lai   |
| 22 settembre | 4     | Misano prova 1 | Alessandro Antonello | Stefano Cruciani   | Lorenzo Alfonsi    | Luca Carughi     | Gioele Pellino |
| 13 ottobre   | 5     | Misano prova 2 | Lucio Pedercini      | Stefano Cruciani   | Alessandro Valia   | Valter Bartolini | Fabrizio Lai   |

## Classifiche
In questa stagione i piloti che ottengono punti in tutte e cinque le gare in calendario scartano il peggior risultato. Nelle tabelle della classifica piloti sono indicati i punti validi e, tra parentesi, i punti complessivi.

### Superbike

#### Classifica Piloti[26]
Dove non indicata la nazionalità si intende pilota italiano.
| Pos. | Pilota                | Moto              | 1 IMO | 2 VAL | 3 MUG | 4 MIS1 | 5 MIS2 | P.ti      |
| ---- | --------------------- | ----------------- | ----- | ----- | ----- | ------ | ------ | --------- |
| 1    | Lucio Pedercini       | Ducati            | 1     | 1     | 1     | 3      | 1      | 100 (116) |
| 2    | Alessandro Antonello  | Ducati            | 2     | 3     | 2     | 1      | 2      | 85 (101)  |
| 3    | Mauro Sanchini        | Kawasaki          | 3     | 2     | 3     | 10     | 4      | 65 (71)   |
| 4    | Paolo Blora           | Ducati            | Rit   | 5     | Rit   | 2      | 5      | 42        |
| 5    | Michele Malatesta     | Ducati            |       | 4     | Rit   | 4      | 3      | 42        |
| 6    | Fabrizio Pellizzon    | Aprilia           | 10    | 9     | 5     | 7      | 7      | 36 (42)   |
| 7    | Luca Pedersoli        | Ducati            | 5     | 6     | 7     | 12     | Rit    | 34        |
| 8    | Giuseppe Zannini      | Ducati            | 6     | Rit   | 17    | 5      | 9      | 28        |
| 9    | Redamo Assirelli      | Yamaha            | Rit   | 7     | 8     | 9      | 12     | 28        |
| 10   | Simone Conti          | Suzuki            | 11    |       | 9     | 11     | 6      | 27        |
| 11   | Igor Antonelli        | Ducati            | 4     | Rit   | 4     |        |        | 26        |
| 12   | Andrea Mazzali        | MV Agusta         | 14    | 12    | 12    | 6      | 8      | 26 (28)   |
| 13   | Matteo Colombo        | Ducati            | 9     | 10    | 11    | 14     | 10     | 24 (26)   |
| 14   | Ferdinando Di Maso    | Suzuki e Kawasaki | 13    | 11    | 13    | 8      |        | 19        |
| 15   | Massimo Boccelli      | Ducati            | 12    | 17    | 10    | NP     | 11     | 15        |
| 16   | Ermanno Bastianini    | Yamaha            | 8     | Rit   |       |        | 13     | 11        |
| 17   | Andrea Perselli       | Kawasaki          | 18    | Rit   | 6     |        |        | 10        |
| 18   | Cristian Caliumi      | Ducati            | 7     | Rit   |       |        |        | 9         |
| 19   | Ugo Laudati           | Suzuki            |       | 8     |       |        |        | 8         |
| 20   | Mattia Zacconi        | Ducati            | NP    |       | 14    | 13     | Rit    | 7         |
| 21   | Massimiliano Cangiano | Suzuki            | 23    | 13    | 18    | 19     | 15     | 4         |
| 22   | Luca Morselli         | Suzuki            | 24    | 15    | Rit   |        | 14     | 3         |
| 23   | Massimo Paolucci      | Suzuki            |       | 14    |       |        |        | 2         |
| 24   | Riccardo Leonetti     | Ducati            |       |       | 23    | 15     | 20     | 1         |
| 25   | Paolo Bosetti         | Ducati            |       |       | 15    |        |        | 1         |
| 26   | Alessandro Scorta     | Yamaha            | 15    |       |       |        |        | 1         |
| Pos. | Pilota                | Moto              | 1 IMO | 2 VAL | 3 MUG | 4 MIS1 | 5 MIS2 | P.ti      |

| Legenda | 1º posto        | 2º posto            | 3º posto           | A punti      | Senza punti        | Grassetto – Pole position Corsivo – Giro più veloce |
| Legenda | Gara non valida | Non qual./Non part. | Ritirato/Non class | Squalificato | '-' Dato non disp. | Grassetto – Pole position Corsivo – Giro più veloce |

#### Classifica Costruttori
| Pos. | Costruttore | 1 IMO | 2 VAL | 3 MUG | 4 MIS1 | 5 MIS2 | P.ti |
| ---- | ----------- | ----- | ----- | ----- | ------ | ------ | ---- |
| 1    | Ducati      | 1     | 1     | 1     | 1      | 1      | 125  |
| 2    | Kawasaki    | 3     | 2     | 3     | 8      | 4      | 73   |
| 3    | Aprilia     | 10    | 9     | 5     | 7      | 7      | 42   |
| 4    | Yamaha      | 8     | 7     | 8     | 9      | 12     | 36   |
| 5    | Suzuki      | 11    | 8     | 9     | 11     | 6      | 35   |
| 6    | MV Agusta   | 14    | 12    | 12    | 6      | 8      | 28   |

### Supersport

#### Classifica Piloti[27]
Dove non indicata la nazionalità si intende pilota italiano.
| Pos. | Pilota                | Moto            | 1 IMO | 2 VAL | 3 MUG | 4 MIS1 | 5 MIS2 | P.ti    |
| ---- | --------------------- | --------------- | ----- | ----- | ----- | ------ | ------ | ------- |
| 1    | Camillo Mariottini    | Yamaha          | 3     | 1     | 4     | 2      | 2      | 81 (94) |
| 2    | Stefano Cruciani      | Yamaha          | 2     | SQ    | 1     | 1      | 1      | 75 (95) |
| 3    | Norino Brignola       | Suzuki          | 4     | 2     | 9     | 3      | 7      | 58 (65) |
| 4    | Alessio Corradi       | Yamaha          | 1     |       | 2     | Rit    | Rit    | 45      |
| 5    | Gianfranco Guareschi  | Suzuki          | 5     | Rit   | 7     | 8      | 3      | 44      |
| 6    | Juri Proietto         | Honda           | 6     | 6     | 10    | 4      | 9      | 40 (46) |
| 7    | Nello Russo           | Yamaha          |       | 4     | 5     | 10     | 6      | 40      |
| 8    | Cristian Magnani      | Yamaha          | 9     | 7     | 13    | 9      | 4      | 36 (39) |
| 9    | Gianluca Nannelli     | Ducati          | Rit   | 3     | 6     | Rit    | Rit    | 26      |
| 10   | Franco Brugnaro       | Yamaha          | 12    | 5     | 16    | 7      | 14     | 26      |
| 11   | Claudio Cipriani      | Yamaha          | 7     | 8     | Rit   | 12     | 11     | 26      |
| 12   | Maurizio Prattichizzo | Suzuki          |       |       | 8     | 5      |        | 19      |
| 13   | Gianluigi Scalvini    | Yamaha          |       |       | 3     |        |        | 16      |
| 14   | Massimo Bisconti      | Yamaha          |       |       | 18    | 6      | 10     | 16      |
| 15   | Alessio Velini        | Yamaha          | Rit   | 12    | 11    | Rit    | 12     | 13      |
| 16   | Lorenzo Mauri         | Yamaha          |       |       |       |        | 5      | 11      |
| 17   | Fabrizio De Noni      | Suzuki          |       | 9     | 15    | 13     | Rit    | 11      |
| 18   | Andrea Manici         | Yamaha          | 10    | 13    | Rit   | 14     | 17     | 11      |
| 19   | Alessandro Polita     | Yamaha          |       |       | 14    |        | 8      | 10      |
| 20   | Cristiano Migliorati  | Yamaha          |       |       | 12    | 11     |        | 9       |
| 21   | Roberto Antonello     | Suzuki e Yamaha | 8     | Rit   | Rit   |        |        | 8       |
| 22   | Mirco Ferrini         | Yamaha          | Rit   | 10    | Rit   | 15     | 19     | 7       |
| 23   | Stefano Ramponi       | Yamaha          | 11    | 14    | 21    | 23     | 23     | 7       |
| 24   | Matteo Baiocco        | Yamaha          | Rit   | 11    | Rit   | 17     | 15     | 6       |
| 25   | Matteo Savini         | Yamaha          | Rit   | Rit   | 19    | 21     | 13     | 3       |
| 26   | Ermanno Rossi         | Yamaha          | 13    |       | 20    | 20     |        | 3       |
| 27   | Ilario Lovino         | Yamaha          | 14    | 15    | 26    | 24     | Rit    | 3       |
| 28   | Giuseppe Biagioli     | Yamaha          | 15    | 23    | Rit   | 18     | 28     | 1       |
| Pos. | Pilota                | Moto            | 1 IMO | 2 VAL | 3 MUG | 4 MIS1 | 5 MIS2 | P.ti    |

| Legenda | 1º posto        | 2º posto            | 3º posto           | A punti      | Senza punti        | Grassetto – Pole position Corsivo – Giro più veloce |
| Legenda | Gara non valida | Non qual./Non part. | Ritirato/Non class | Squalificato | '-' Dato non disp. | Grassetto – Pole position Corsivo – Giro più veloce |

#### Classifica Costruttori
| Pos. | Costruttore | 1 IMO | 2 VAL | 3 MUG | 4 MIS1 | 5 MIS2 | P.ti |
| ---- | ----------- | ----- | ----- | ----- | ------ | ------ | ---- |
| 1    | Yamaha      | 1     | 1     | 1     | 1      | 1      | 125  |
| 3    | Suzuki      | 4     | 2     | 7     | 3      | 3      | 74   |
| 4    | Honda       | 6     | 6     | 10    | 4      | 9      | 46   |
| 2    | Ducati      | Rit   | 3     | 6     | Rit    | Rit    | 26   |

### Stock 1000

#### Classifica Piloti[28]
Dove non indicata la nazionalità si intende pilota italiano.
| Pos. | Pilota              | Moto           | 1 IMO | 2 VAL | 3 MUG | 4 MIS1 | 5 MIS2 | P.ti    |
| ---- | ------------------- | -------------- | ----- | ----- | ----- | ------ | ------ | ------- |
| 1    | Alessandro Valia    | Ducati         | 1     | 3     | 4     | 3      | 1      | 82 (95) |
| 2    | Gianluca Vizziello  | Yamaha         | 6     | 1     | 3     | 2      | 2      | 81 (91) |
| 3    | Lorenzo Alfonsi     | Ducati         | 5     | 2     | 2     | 1      | 4      | 78 (89) |
| 4    | Davide Messori      | Honda e Suzuki | 8     | 5     | 5     | Rit    | 3      | 46      |
| 5    | Massimo Temporali   | Suzuki         | 3     | 7     | 9     | Rit    | 5      | 43      |
| 6    | Luca Conforti       | Suzuki         | 4     | Rit   | 1     | Rit    |        | 38      |
| 7    | Gianluca Battisti   | Suzuki         | 12    | 11    | 7     | 4      | 7      | 36 (40) |
| 8    | Fabio Capriotti     | Yamaha         | 13    | 8     | Rit   | 7      | 6      | 30      |
| 9    | Giacomo Romanelli   | Suzuki         | 2     | Rit   | 8     | 15     |        | 29      |
| 10   | Ilario Dionisi      | Aprilia        | 15    | 4     | Rit   | 11     | 8      | 27      |
| 11   | Riccardo Ricci      | Suzuki         | 18    | 6     | 11    | 10     |        | 21      |
| 12   | Marco Morreale      | Yamaha         | 14    | Rit   | Rit   | 5      | 10     | 19      |
| 13   | Sergio Ruggiero     | Ducati         | Rit   | 10    | 16    | Rit    | 9      | 13      |
| 14   | Roberto Lunadei     | Aprilia        | 16    | 9     | 13    | Rit    | 13     | 13      |
| 15   | Lorenzo Mauri       | Yamaha         |       |       | Rit   | 6      |        | 10      |
| 16   | Alex Sassaro        | Suzuki         | 17    | 16    | 6     | 18     |        | 10      |
| 17   | Markus Wegscheider  | Suzuki         | 7     |       |       |        |        | 9       |
| 18   | Ruggero Capacci     | Suzuki         | Rit   | Rit   | 14    | 9      |        | 9       |
| 19   | Lorenzo Neri        | Suzuki         | 27    | 18    | Rit   | 8      |        | 8       |
| 20   | Marco Pontini       | Honda          | 28    |       | 10    | Rit    | 14     | 8       |
| 21   | Marco Tessarolo     | Suzuki         | 9     | 20    | Rit   | 26     |        | 7       |
| 22   | Dario Tosolini      | Suzuki         | 10    |       |       |        |        | 6       |
| 23   | Emili Mitja         | Kawasaki       | Rit   | NP    | 17    | 17     | 11     | 5       |
| 24   | William De Angelis  | Yamaha         | 11    |       |       |        |        | 5       |
| 25   | Francesco Rafanelli | Yamaha         | 25    | 15    | 12    |        |        | 5       |
| 26   | Gianluigi Vallisari | Suzuki         |       |       |       |        | 12     | 4       |
| 27   | Marco Tonini        | Aprilia        | 22    | 22    | Rit   | 12     |        | 4       |
| 28   | Davide Convento     | Suzuki         | Rit   | 12    | SQ    |        |        | 4       |
| 29   | Fabio Bassi         | Suzuki         | 19    | 19    | Rit   | 13     |        | 3       |
| 30   | Raffaello Fabbroni  | Suzuki         | 20    | 13    |       |        |        | 3       |
| 31   | Filippo Ciaroni     | Ducati         | 30    | NP    | 20    | 14     |        | 2       |
| 32   | Paolo Perlini       | Suzuki         | 23    | 14    | Rit   | 23     |        | 2       |
| 33   | Christian Dal Corso | Ducati         | Rit   | 26    | Rit   | 24     | 15     | 1       |
| 34   | Marco De Pietro     | Suzuki         | 21    | 17    | 15    | 20     |        | 1       |
| Pos. | Pilota              | Moto           | 1 IMO | 2 VAL | 3 MUG | 4 MIS1 | 5 MIS2 | P.ti    |

| Legenda | 1º posto        | 2º posto            | 3º posto           | A punti      | Senza punti        | Grassetto – Pole position Corsivo – Giro più veloce |
| Legenda | Gara non valida | Non qual./Non part. | Ritirato/Non class | Squalificato | '-' Dato non disp. | Grassetto – Pole position Corsivo – Giro più veloce |

#### Classifica Costruttori
| Pos. | Costruttore | 1 IMO | 2 VAL | 3 MUG | 4 MIS1 | 5 MIS2 | P.ti |
| ---- | ----------- | ----- | ----- | ----- | ------ | ------ | ---- |
| 1    | Ducati      | 1     | 2     | 2     | 1      | 1      | 115  |
| 2    | Yamaha      | 6     | 1     | 3     | 2      | 2      | 91   |
| 3    | Suzuki      | 2     | 5     | 1     | 4      | 5      | 80   |
| 4    | Honda       | 8     | 23    | 10    | Rit    | 3      | 30   |
| 5    | Aprilia     | 15    | 4     | 13    | 11     | 8      | 30   |
| 6    | Kawasaki    | Rit   | NP    | 17    | 17     | 11     | 5    |
| NC   | Triumph     |       |       | 23    | 22     |        | 0    |

### Classe 125
Vi sono delle diversità tra la classifica piloti ed i resoconti di gara in quanto partecipa all'intero campionato il pilota svizzero Marco Tresoldi che, pur terminando tutte e cinque le gare nei primi quindici, non ottiene i punti. Gli altri piloti, classificatisi dietro a Tresoldi, scalano in avanti nella classifica a punti.

#### Classifica Piloti[29]
Dove non indicata la nazionalità si intende pilota italiano.
| Pos. | Pilota             | Moto                   | 1 IMO | 2 VAL | 3 MUG | 4 MIS1 | 5 MIS2 | P.ti      |
| ---- | ------------------ | ---------------------- | ----- | ----- | ----- | ------ | ------ | --------- |
| 1    | Fabrizio Lai       | Engineseng             | 1     | 1     | 1     | 2      | 1      | 100 (120) |
| 2    | Gioele Pellino     | Aprilia                | 2     | 2     | 2     | 1      | Rit    | 85        |
| 3    | Simone Corsi       | Honda                  | 6     | 3     | 10    | 3      | 6      | 52 (58)   |
| 4    | Andrea Zappa       | Honda                  | 4     | 7     | 4     | 6      | 5      | 47 (56)   |
| 5    | Michele Conti      | Honda                  | Rit   | 10    | 7     | 4      | 4      | 41        |
| 6    | Alessio Aldovrandi | Engineseng             | Rit   | 5     | 6     | 10     | 7      | 36        |
| 7    | Marco Petrini      | Aprilia                | 3     | Rit   | 3     | Rit    |        | 32        |
| 8    | Bruno Pagnoni      | Aprilia                | 8     | 11    | 5     | 9      | 10     | 32 (37)   |
| 9    | Manuel Manna       | Honda                  | 5     | Rit   | 9     | Rit    | 8      | 26        |
| 10   | Marco Leardini     | Honda                  |       |       |       | Rit    | 2      | 20        |
| 11   | Juri Bruschi       | Aprilia                | 10    | 4     | Rit   | Rit    | NP     | 19        |
| 12   | Armando Narduzzi   | Honda                  | 11    | 7     | 15    | Rit    | 21     | 19        |
| 13   | Simone Saltarelli  | Aprilia                | 7     | 9     | 13    |        |        | 19        |
| 14   | Thomas Tallevi     | Aprilia                | Rit   |       | 8     | 7      | Rit    | 17        |
| 15   | Gaspare Caffiero   | Aprilia e Honda        |       |       |       | Rit    | 3      | 16        |
| 16   | Michele Danese     | Aprilia                | Rit   | 13    | 17    | 5      | 15     | 15        |
| 17   | Matteo Bianchi     | Honda                  | 23    | Rit   | 14    | 8      | 14     | 12        |
| 18   | Davide Suardi      | Aprilia e Honda        | Rit   | 12    | 11    | Rit    | 13     | 12        |
| 19   | Luca Di Giuseppe   | Aprilia                |       | 8     |       |        |        | 8         |
| 20   | Michele Pirro      | Aprilia                | Rit   |       | Rit   | Rit    | 9      | 7         |
| 21   | Giuseppe Natalini  | Honda e Aprilia        | 9     | Rit   | Rit   |        | Rit    | 7         |
| 22   | Marco Raimondi     | Honda                  | 14    | 14    | 19    | 14     | 18     | 6         |
| 23   | Ivan Goi           | Honda                  |       |       |       |        | 11     | 5         |
| 24   | Claudio Corti      | Gazzaniga e Engineseng |       | 19    | 25    | 11     | 19     | 5         |
| 25   | Roberto Tani       | Honda                  |       |       |       | 12     |        | 4         |
| 26   | Fabrizio Perotti   | Aprilia                | Rit   | Rit   | 12    | Rit    |        | 4         |
| 27   | Nicola Mannino     | Honda                  | 12    |       |       |        |        | 4         |
| 28   | Andrea Ferrari     | Aprilia e Honda        | 19    | 17    | 21    | 13     |        | 3         |
| 29   | Tommaso Valentino  | Aprilia                | 13    |       |       |        |        | 3         |
| 30   | Lorenzo Zanetti    | Honda                  | 15    | 22    | 18    | 15     | Rit    | 2         |
| 31   | Denis Sacchetti    | Aprilia                | 16    | 15    | Rit   | 16     | 16     | 1         |
| Pos. | Pilota             | Moto                   | 1 IMO | 2 VAL | 3 MUG | 4 MIS1 | 5 MIS2 | P.ti      |

| Legenda | 1º posto        | 2º posto            | 3º posto           | A punti      | Senza punti        | Grassetto – Pole position Corsivo – Giro più veloce |
| Legenda | Gara non valida | Non qual./Non part. | Ritirato/Non class | Squalificato | '-' Dato non disp. | Grassetto – Pole position Corsivo – Giro più veloce |

#### Classifica Costruttori
| Pos. | Costruttore | 1 IMO | 2 VAL | 3 MUG | 4 MIS1 | 5 MIS2 | P.ti |
| ---- | ----------- | ----- | ----- | ----- | ------ | ------ | ---- |
| 1    | Engineseng  | 1     | 1     | 1     | 2      | 1      | 120  |
| 2    | Aprilia     | 2     | 2     | 2     | 1      | 9      | 92   |
| 3    | Honda       | 4     | 3     | 4     | 3      | 2      | 78   |
| NC   | Gazzaniga   | Rit   | 19    | 22    |        | 19     | 0    |

## Sistema di punteggio
| Pos.  | 1  | 2  | 3  | 4  | 5  | 6  | 7 | 8 | 9 | 10 | 11 | 12 | 13 | 14 | 15 | 16> |
| Punti | 25 | 20 | 16 | 13 | 11 | 10 | 9 | 8 | 7 | 6  | 5  | 4  | 3  | 2  | 1  | 0   |